# Lost Frequencies
Lost Frequencies, artistnamn för Felix De Laet, född 30 november 1993 i Bryssel, är en belgisk producent och DJ inom deep house. Hans låt Are You with Me, en remix av en Easton Corbin-låt, låg etta på Sverigetopplistan i maj 2015. År 2021 fick han en stor hit med Where are you now tillsammans med Calum Scott.